# Georges Ancey

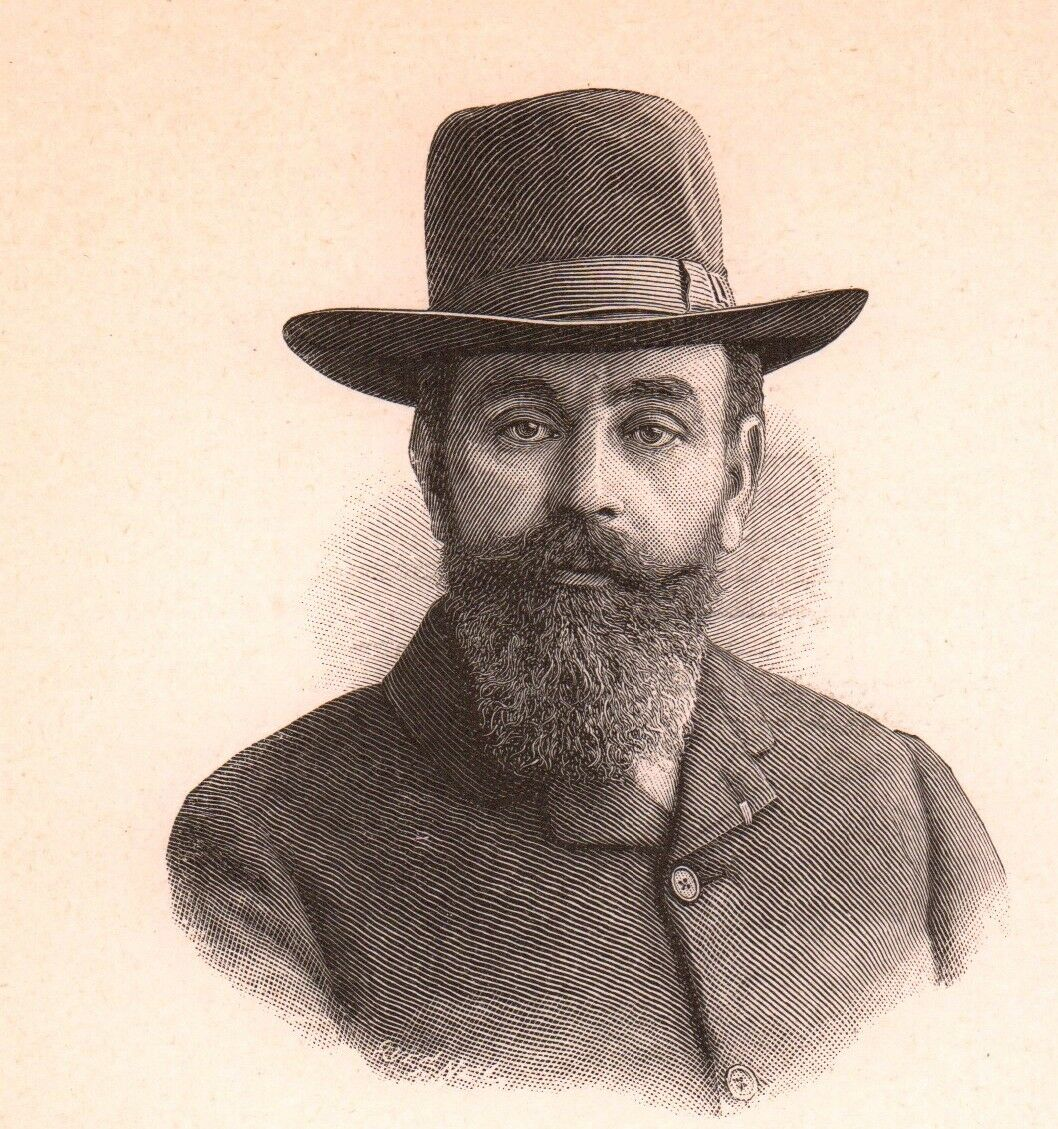
Georges Ancey

Georges Ancey (auch: Georges de Curnieu oder Curieu) (* 9. Dezember 1860 in Paris; † 18. November 1917 ebenda) war ein französischer Schriftsteller und Dramatiker.

## Leben und Werk
Georges Ancey verlor seine Eltern, wurde 1885 adoptiert und trug fortan den Namen Georges-Marie-Edmond Mathéron (oder Mathévon) de Curnieu. Er war Baron, Botschaftssekretär und reich genug, um konzessionslose Theaterstücke zu verfassen. Seine Karriere als Bühnenautor ist eng mit dem Theaterdirektor André Antoine und seinem Théâtre Libre verbunden. Von 1888 bis 1902 kamen von Ancey sieben Stücke zur Aufführung. Fünf davon wurden 1968 noch einmal herausgegeben. Anceys Theater ist beißend realistisch. Sein letztes Stück, Ces Messieurs (deutsch: Die Hochwürdigen), in dem das Tartuffe-Motiv verarbeitet wird, fiel anfänglich der Zensur zum Opfer und wurde in Brüssel uraufgeführt. Außer den Dramen sind von Ancey Gedichte, ein Reisebericht und eine Biographie von Joseph Autran bekannt.

## Werke

### Theater
- Monsieur Lamblin. Comédie en un acte en prose. 1888
- Les inséparables. Comédie en trois actes. 1889.
- L’École des veufs. Comédie en cinq actes, en prose. 1889.
- Grand-Mère. Comédie en trois actes. 1890.
- La dupe. Comédie en cinq actes. 1892.
- L’Avenir. Comédie en trois actes...en prose. 1899.
- Ces messieurs. Comédie en cinq actes. 1902.
  - (deutsch) Die Hochwürdigen. Komödie in sechs Akten. Langen, München 1903. (übersetzt von Franziska Reventlow)
- Théâtre. Monsieur Lamblin. Les Inséparables. L’École des veufs. La Dupe. L’Avenir. Hrsg. J. B. Sanders. Nizet, Paris 1968.

### Weitere Werke
- Autres choses. Poésies diverses. P. Ollendorff, Paris 1886.
- (mit E.-A. Eustache) Joseph Autran. Sa vie et ses œuvres. Calmann-Lévy, Paris 1906. (Vorwort von Jacques Normand)
- Athènes couronnée de violettes. Charpentier et Fasquelle, Paris 1908. (Reisebericht)